# Gavin Mogopa
Gavin Mogopa (* 2. April 1996) ist ein botswanischer Judoka. Er trat bei den Olympischen Jugend-Sommerspielen 2014 in Nanjing und bei den Olympischen Spielen 2016 in Rio de Janeiro an. Dort kämpfte er in den Gewichtsklassen Jungen bis 55 kg und Superleichtgewicht (– 60 kg).

## Sport
Bei den Judo-Wettkämpfen 2014 schied er im Kampf um die Bronzemedaille gegen Jorre Verstraeten aus Belgien aus. Mit dem Mixed Youth Team (Team Kano) errang er Platz 9.
Bei den Olympischen Spielen 2016 verlor er den zweiten Kampf gegen Pavel Petřikov und errang damit Platz 17.